# 南巴省藤
南巴省藤又名宽刺藤，为棕榈科省藤属下的一个种。

## 扩展阅读
- 維基物種上的相關：南巴省藤